# 混合模式色谱
混合模式色谱(Mixed-mode Chromatography，MMC)指的是同时应用多种作用力使溶质和固定相进行保留和分离的色谱方法。与单一模式色谱不同的是，在MMC中，次级作用力不能太弱，要对溶质的保留有所贡献。

## 发展历史
在MMC被认可之前，人们认为次级作用力是造成色谱峰拖尾的主要原因，总是想尽办法去消除或减少这些次级作用力。 H. Engelhardt, H. Müller, Chromatographia 19 (1984) 77.. 但是，后来发现通过合适的方法可让MMC成为一项提高分离能力的新的技术。1986年，Regnier小组首次合成了硅胶基质的阴离子交换固定相，对蛋白分离显示强阴离子交换（Anion Exchange Chromatography，SAX）和疏水作用色谱（Hydrophobic Interaction Chromatography， HIC）的性质。1998年，Burton和Harding报道了一种新的MMC—疏水电荷诱导色谱(Hydrophobic Charge Induction Chromatography, HCIC)，这种色谱不依赖于盐浓度而依赖于pH。同一年，组合液相色谱（conjoint liquid chromatography，CLC)由Štrancar等提出，它是将具有不同官能团的2个或多个对流作用介质（convective interaction media，CIM）整体盘装在同一根柱子中。在1999年，Yates等人将强阳离子交换（strong-cation exchange，SCX)和反相色谱（reversed-phase liquid chromatography，RPLC）填料前后分段装填在一根毛细管柱子中，并与串联质谱 (MS/MS)联用，用于蛋白质组学中对多肽的分析。2009年，耿信笃小组使用一根具有弱阳离子交换（Weak Cation Exchange，WCX）和HIC混合保留性质的色谱柱用于对蛋白质在线快速分离。这根色谱柱在相应色谱模式下具有比商品WCX和HIC柱相当或更好的分离度。

## 优势
MMC与传统的单一模式色谱相比，有以下优势： 
1. 高选择性。带正电，负电及电中性的物质可用一根RP/阴阳离子交换（anion-cation exchange，ACE)柱一次分离[12]。
2. 负载量显著增加[13][14][15]。例如，与常规RPLC相比，混合模式的ACE/亲水色谱（hydrophilic interaction chromatography，HILIC）柱的负载量增加了10-100倍[14], 这为半制备和制备型色谱的发展提供了新的思路[16][17]。
3. 具有与相应多种单模式色谱填料相当或更好分离效率的单根混合模式色谱柱可代替2根或多根单模式色谱柱，避免对原料的浪费和过度消耗[10]。
4. 仅用一根MMC柱，通过更换流动相条件，可以完成二维或多维分析。